# Jon Wilkin
Pour les articles homonymes, voir Wilkin.

a Compétitions nationales et continentales officielles uniquement.

b Matchs officiels uniquement.
Jon Wilkin, né le 1er novembre 1983 à Hull, est un joueur anglais de rugby à XIII évoluant au poste de deuxième ligne dans les années 2000. Il a été sélectionné en sélection anglaise et sélection britannique, participant avec la première à la coupe du monde 2008 et au Tournoi des Quatre Nations 2009. En club, il a commencé sa carrière à Hull KR avant de la poursuivre au St Helens RLFC.